# Rewolwer S&W Model 10
Smith & Wesson Model 10 (wcześniej produkowany pod nazwami: Smith & Wesson .38 Hand Ejector Model of 1899, Smith & Wesson M1899, Smith & Wesson Military & Police, Smith & Wesson Victory Model) – rewolwer firmy Smith & Wesson (S&W), produkowany od 1899 r. Dostępny w wersjach z lufą 2- (51 mm), 3- (76 mm), 4- (102 mm), 5- (125 mm) i 6-calową (152 mm). Dla specjalnych kontrahentów produkowano także wersje dwuipółcalowe. Przez lata wyprodukowano około 6 milionów egzemplarzy tego rewolweru czyniąc go jedną z najpopularniejszych broni XX wieku.